# National Provincial Championship Division 3 2004
La National Provincial Championship Division 3 2004 fue la vigésima edición de la tercera división del principal torneo de rugby de Nueva Zelanda.

## Sistema de disputa
Los equipos enfrentan a los equipos restantes de su zona en una sola ronda.
Los primeros cuatro puestos clasifican a semifinales para posteriormente disputar la final entre los dos ganadores de las semifinales, el ganador de la final se corona campeón.

## Clasificación
Tabla de posiciones
| Pos. | Equipo            | Encuentros | Encuentros | Encuentros | Encuentros | Tantos | Tantos | Tantos | PB | PB | Puntos |
| Pos. | Equipo            | PJ         | PG         | PE         | PP         | F      | C      | Dif    | BO | BD | Puntos |
| ---- | ----------------- | ---------- | ---------- | ---------- | ---------- | ------ | ------ | ------ | -- | -- | ------ |
| 1.º  | Poverty Bay       | 7          | 5          | 0          | 2          | 227    | 119    | +108   | 5  | 2  | 27     |
| 2.º  | Wairarapa Bush    | 7          | 5          | 1          | 1          | 176    | 120    | +56    | 4  | 0  | 26     |
| 3.º  | Mid Canterbury    | 7          | 5          | 0          | 2          | 185    | 126    | +59    | 2  | 1  | 23     |
| 4.º  | Horowhenua-Kapiti | 7          | 4          | 1          | 2          | 209    | 171    | +38    | 4  | 0  | 22     |
| 5.º  | King Country      | 7          | 3          | 1          | 3          | 161    | 144    | +17    | 1  | 1  | 16     |
| 6.º  | South Canterbury  | 7          | 2          | 1          | 4          | 119    | 150    | -31    | 1  | 1  | 12     |
| 7.º  | Buller            | 7          | 1          | 0          | 6          | 116    | 191    | -75    | 0  | 3  | 7      |
| 8.º  | West Coast        | 7          | 1          | 0          | 6          | 119    | 291    | -172   | 2  | 0  | 6      |

|  | Semifinalistas. |

### Semifinales
| 9 de octubre | Poverty Bay | 22 - 13 | Horowhenua-Kapiti |  |  |

| 9 de octubre | Mid Canterbury | 9 - 16 | Wairarapa Bush |  |  |

### Final
| 16 de octubre | Poverty Bay | 37 - 14 | Wairarapa Bush |  |  |

| Bandera de Nueva Zelanda |
| Campeón Poverty Bay      |
| Tercer título            |